# Katy French
Pour les articles homonymes, voir Katy et French.
Ne pas confondre avec l'actrice américaine Kate French.
Katie French était une top-model irlandaise (31 octobre 1983 à Bâle - 6 décembre 2007 à Navan en Irlande).